# Міжнародна соціалістична партія Підкарпатської Русі
Міжнародна соціалістична партія Підкарпатської Русі (Інтернаціональна соціалістична партія Підкарпатської Русі) — лівосоціалістичне об'єднання комуністів і соціал-демократів, що існувало в 1920—1921 роки на території Закарпаття, яке мало в 1919—1938 назву Підкарпатської Русі. Спочатку МСП, включаючи 69 місцевих партійних організацій, об'єднувала близько 600 чоловік, на демонстраціях і страйках могла мобілізувати кілька десятків тисяч. Після входження до складу Комуністичної партії Чехословаччини чисельність членів зросла до 8 тисяч, переважно представників інтелігенції та робітників. Офіційними друкованими органами МСП були газети «Правда» і «Новини Мукачева» (угор. «Мункаш уйшаг»).

## Передісторія
Після встановлення на території Угорщини радянської влади 21 березня 1919 року Закарпаття протягом 40 днів входило до складу Угорської радянської республіки під назвою Руська Країна. Створена за допомогою об'єднання Угорської комуністичної партії і Соціал-демократичної партії Угорщини Угорська соціалістична партія (УСП) відкривала на території Руської Країни місцеві організації і до кінця березня 1919-го була представлена у всіх комітатах, містах і ряді великих сіл. Представники УСП домінували в радах Закарпаття; координацією їх дій займався Руськокраїньский партійний комітет, активними учасниками якого були Іван Мондок і Ерне Сейдлер. Окрім цього, в квітні 1919 Центральний комітет УСП створив Міжнародну (Інтернаціональну) соціалістично-комуністичну федерацію, що складалася з 15 секцій, включаючи русинську, українську та російську.
Після окупації Руської Країни румунськими і чехословацькими військами УСП на її території була заборонена, кілька сотень активістів комуністичного і соціалістичного спрямування були відправлені в табори в Ужгороді, Сиґіті і Королеві. Однак подекуди місцеві Ради продовжували існувати, зберігалася масова база комуністичного руху. Якщо в самій Угорщині встановилася правоавторітарна диктатура Міклоша Горті винищив або змусив емігрувати (переважно в Австрію) активних діячів Радянської республіки, то ліберально-демократичний режим Чехословаччини, до складу якої увійшла Підкарпатська Русь, дозволяв інституційно відновити лівосоціалістичну партію.

## Створення та діяльність
Установчий з'їзд Міжнародної соціалістичної партії Підкарпатської Русі, в роботі якого взяли участь понад 50 делегатів, відбувся в Ужгороді 21 березня 1920 року. Безпосередньо після проведення з'їзду МСП взяла участь у півтисячній демонстрації. У проведеної МСП на ужгородській площі Масарика першотравневої демонстрації, що перетворилася в акцію солідарності з Радянською Росією в умовах польсько-радянської війни, брало участь вже 8 000 осіб. Після призначення Григорія Жатковича губернатором Підкарпатської Русі в червні 1920 МСП в знак протесту оголосила страйк, в якій брали участь кілька десятків тисяч осіб.
У грудні 1920, під час загальночехословацького політичного страйку, МСП виступила організатором страйку закарпатських робітників під гаслами відставки Жатковича і бюрократів з його оточення, скасування положення військової диктатури, встановленої 6 червня 1919 і скасованої тільки 1923 року, а також солідарності з учасниками вуличних боїв 16-20 грудня 1920 року у Празі. Крім того, в числі вимог МСП були звільнення політв'язнів, конфіскація поміщицьких володінь, поліпшення продовольчого забезпечення, введення грошових виплат безробітним та інвалідам, підвищення заробітної плати на 30 % і виплата одноразової допомоги працівникам. Після розгону поліцією і солдатами мітингу в Ужгороді 16 грудня члени Центрального Комітету МСП було арештовано і поміщено до берегівської в'язниці; дії влади спровокували два стихійних мітингів 17 грудня. У страйку взяли активну участь також працівники Солотвина, Мукачева, Свалявського і Перечинського округів. В Хусті, Тячіві, Рахіві, Ясіні, Тересві на короткий час знову організовувалися робітничі і сільські Ради.
У числі активістів МСП були Іван Мондока, Ерне Сейдлер, Іван Локота, Янош Ґалґоці, Золтан Фабіан, Іван Щербан, Дюла Катко, Михайло Логойда, Василь Сепеші, Микола Сидоряк. Членами МСП були відомий угорський письменник Бела Ійеш і західноукраїнський соціаліст Олександр Бадан-Яворенко.

## Кінець існування
16 січня 1921 року МСП брала участь в роботі з'їзду в селі Любочна, на якому 149 делегатів заснували «Марксистську лівицю Словаччини і Закарпатської України». З'їзд, який спочатку повинен був відбутися наприкінці 1920, але був перенесений через грудневі події, прийняв 21 Умову Комінтерну, за винятком 17-тої (що передбачала, що всі секції Інтернаціоналу повинні носити назву «комуністичних»). Було вирішено, що наступним кроком повинна стати загальночехословацька конференція, яка об'єднає МЛСЗУ і комуністичні групи Чехії. Партійна діяльність на території Підкарпатської Русі підпорядковувалася регіональному відділенню в Ужгороді. З'їзд був розігнаний жандармерією, і делегати, які уникли арешту, були змушені на наступний день таємно зустрітися у Ружомбероці.
Після створення на установчому з'їзді 14-16 травня 1921 року Комуністичної партії Чехословаччини на базі лівої більшості Чехословацької соціал-демократичної робітничої партії МСП увійшла до складу КПЧ на правах Підкарпатської крайової організації. Надалі Компартія зберігала на території Підкарпатської Русі широку підтримку з огляду на акцентування уваги на проблемах краю як найвідсталішого регіону Чехословаччини.